# Lycalopex griseus
La chilla (Lycalopex griseus Gray, 1837), nota anche come volpe grigia sudamericana o volpe grigia argentina, è una licalopecia diffusa nelle pianure della Pampa e in altre regioni desertiche e pianeggianti del Sudamerica. Il suo nome volgare è un prestito dal mapuche.
Alcuni autori non riconoscono nessuna sottospecie; altri, invece, ne riconoscono fino a un massimo di quattro.

## Tassonomia
Un'analisi delle sequenze delle regioni HV1 e HV2 del DNA mitocondriale delle licalopecie rivelò che la chilla è strettamente imparentata con il culpeo, da cui si diversificò circa 350,000-600,000 anni fa durante il Pleistocene medio-superiore, così rendendo ambedue specie le più giovani tra le licalopecie. L'analisi inoltre rivelò che molteplici individui dell'aguarachay portano aplotipi riconducibili alla chilla in zone dove quest'ultimo non è presente. Ciò indicherebbe che l'areale della chilla è più vasto del previsto o che le due specie si siano incrociate.
Questo albero filogenetico è basato su una filogenia proposta nel 2005 in base al genoma mitocondriale delle specie odierne, ma modificata per incorporare scoperte successive:
|  | Speoto                                                    |
|  |                                                           |
|  | \| \| Crisocione \| \| \| \| \| \| †Dusicione \| \| \| \| |
|  |                                                           |
|  | Crisocione                                                |
|  |                                                           |
|  | †Dusicione                                                |
|  |                                                           |

|  | Crisocione |
|  |            |
|  | †Dusicione |
|  |            |

|  | Pseudovolpe di Darwin |
|  |                       |
|  | Aguarachay            |
|  |                       |

|  | Culpeo |
|  |        |
|  | Chilla |
|  |        |

|  | Pseudovolpe di Darwin |
|  |                       |
|  | Aguarachay            |
|  |                       |

|  | Culpeo |
|  |        |
|  | Chilla |
|  |        |

|  | Pseudovolpe di Darwin |
|  |                       |
|  | Aguarachay            |
|  |                       |

|  | Culpeo |
|  |        |
|  | Chilla |
|  |        |

|  | Pseudovolpe di Darwin |
|  |                       |
|  | Aguarachay            |
|  |                       |

|  | Culpeo |
|  |        |
|  | Chilla |
|  |        |

|  | Pseudovolpe di Darwin |
|  |                       |
|  | Aguarachay            |
|  |                       |

|  | Culpeo |
|  |        |
|  | Chilla |
|  |        |

|  | Pseudovolpe di Darwin |
|  |                       |
|  | Aguarachay            |
|  |                       |

|  | Culpeo |
|  |        |
|  | Chilla |
|  |        |

|  | Pseudovolpe di Darwin |
|  |                       |
|  | Aguarachay            |
|  |                       |

|  | Culpeo |
|  |        |
|  | Chilla |
|  |        |

|  | Pseudovolpe di Darwin |
|  |                       |
|  | Aguarachay            |
|  |                       |

|  | Culpeo |
|  |        |
|  | Chilla |
|  |        |

|  | Pseudovolpe di Darwin |
|  |                       |
|  | Aguarachay            |
|  |                       |

|  | Culpeo |
|  |        |
|  | Chilla |
|  |        |

|  | Pseudovolpe di Darwin |
|  |                       |
|  | Aguarachay            |
|  |                       |

|  | Culpeo |
|  |        |
|  | Chilla |
|  |        |

|  | Pseudovolpe di Darwin |
|  |                       |
|  | Aguarachay            |
|  |                       |

|  | Culpeo |
|  |        |
|  | Chilla |
|  |        |

|  | Pseudovolpe di Darwin |
|  |                       |
|  | Aguarachay            |
|  |                       |

|  | Culpeo |
|  |        |
|  | Chilla |
|  |        |

|  | Pseudovolpe di Darwin |
|  |                       |
|  | Aguarachay            |
|  |                       |

|  | Culpeo |
|  |        |
|  | Chilla |
|  |        |

|  | Pseudovolpe di Darwin |
|  |                       |
|  | Aguarachay            |
|  |                       |

|  | Culpeo |
|  |        |
|  | Chilla |
|  |        |

|  | Pseudovolpe di Darwin |
|  |                       |
|  | Aguarachay            |
|  |                       |

|  | Culpeo |
|  |        |
|  | Chilla |
|  |        |

|  | Pseudovolpe di Darwin |
|  |                       |
|  | Aguarachay            |
|  |                       |

|  | Culpeo |
|  |        |
|  | Chilla |
|  |        |

|  | Pseudovolpe di Darwin |
|  |                       |
|  | Aguarachay            |
|  |                       |

|  | Culpeo |
|  |        |
|  | Chilla |
|  |        |

|  | Pseudovolpe di Darwin |
|  |                       |
|  | Aguarachay            |
|  |                       |

|  | Culpeo |
|  |        |
|  | Chilla |
|  |        |

|  | Pseudovolpe di Darwin |
|  |                       |
|  | Aguarachay            |
|  |                       |

|  | Culpeo |
|  |        |
|  | Chilla |
|  |        |

|  | Pseudovolpe di Darwin |
|  |                       |
|  | Aguarachay            |
|  |                       |

|  | Culpeo |
|  |        |
|  | Chilla |
|  |        |

|  | Pseudovolpe di Darwin |
|  |                       |
|  | Aguarachay            |
|  |                       |

|  | Culpeo |
|  |        |
|  | Chilla |
|  |        |

|  | Pseudovolpe di Darwin |
|  |                       |
|  | Aguarachay            |
|  |                       |

|  | Culpeo |
|  |        |
|  | Chilla |
|  |        |

|  | Pseudovolpe di Darwin |
|  |                       |
|  | Aguarachay            |
|  |                       |

|  | Culpeo |
|  |        |
|  | Chilla |
|  |        |

|  | Pseudovolpe di Darwin |
|  |                       |
|  | Aguarachay            |
|  |                       |

|  | Culpeo |
|  |        |
|  | Chilla |
|  |        |

|  | Pseudovolpe di Darwin |
|  |                       |
|  | Aguarachay            |
|  |                       |

|  | Culpeo |
|  |        |
|  | Chilla |
|  |        |

|  | Pseudovolpe di Darwin |
|  |                       |
|  | Aguarachay            |
|  |                       |

|  | Culpeo |
|  |        |
|  | Chilla |
|  |        |

|  | Pseudovolpe di Darwin |
|  |                       |
|  | Aguarachay            |
|  |                       |

|  | Culpeo |
|  |        |
|  | Chilla |
|  |        |

|  | Pseudovolpe di Darwin |
|  |                       |
|  | Aguarachay            |
|  |                       |

|  | Culpeo |
|  |        |
|  | Chilla |
|  |        |

|  | Pseudovolpe di Darwin |
|  |                       |
|  | Aguarachay            |
|  |                       |

|  | Culpeo |
|  |        |
|  | Chilla |
|  |        |

|  | Pseudovolpe di Darwin |
|  |                       |
|  | Aguarachay            |
|  |                       |

|  | Culpeo |
|  |        |
|  | Chilla |
|  |        |

|  | Pseudovolpe di Darwin |
|  |                       |
|  | Aguarachay            |
|  |                       |

|  | Culpeo |
|  |        |
|  | Chilla |
|  |        |

|  | Pseudovolpe di Darwin |
|  |                       |
|  | Aguarachay            |
|  |                       |

|  | Culpeo |
|  |        |
|  | Chilla |
|  |        |

|  | Pseudovolpe di Darwin |
|  |                       |
|  | Aguarachay            |
|  |                       |

|  | Culpeo |
|  |        |
|  | Chilla |
|  |        |

|  | Pseudovolpe di Darwin |
|  |                       |
|  | Aguarachay            |
|  |                       |

|  | Culpeo |
|  |        |
|  | Chilla |
|  |        |

|  | Pseudovolpe di Darwin |
|  |                       |
|  | Aguarachay            |
|  |                       |

|  | Culpeo |
|  |        |
|  | Chilla |
|  |        |

|  | Pseudovolpe di Darwin |
|  |                       |
|  | Aguarachay            |
|  |                       |

|  | Culpeo |
|  |        |
|  | Chilla |
|  |        |

|  | Pseudovolpe di Darwin |
|  |                       |
|  | Aguarachay            |
|  |                       |

|  | Culpeo |
|  |        |
|  | Chilla |
|  |        |

|  | Pseudovolpe di Darwin |
|  |                       |
|  | Aguarachay            |
|  |                       |

|  | Culpeo |
|  |        |
|  | Chilla |
|  |        |

|  | Pseudovolpe di Darwin |
|  |                       |
|  | Aguarachay            |
|  |                       |

|  | Culpeo |
|  |        |
|  | Chilla |
|  |        |

|  | Pseudovolpe di Darwin |
|  |                       |
|  | Aguarachay            |
|  |                       |

|  | Culpeo |
|  |        |
|  | Chilla |
|  |        |

|  | Pseudovolpe di Darwin |
|  |                       |
|  | Aguarachay            |
|  |                       |

|  | Culpeo |
|  |        |
|  | Chilla |
|  |        |

|  | Pseudovolpe di Darwin |
|  |                       |
|  | Aguarachay            |
|  |                       |

|  | Culpeo |
|  |        |
|  | Chilla |
|  |        |

|  | Pseudovolpe di Darwin |
|  |                       |
|  | Aguarachay            |
|  |                       |

|  | Culpeo |
|  |        |
|  | Chilla |
|  |        |

|  | Pseudovolpe di Darwin |
|  |                       |
|  | Aguarachay            |
|  |                       |

|  | Culpeo |
|  |        |
|  | Chilla |
|  |        |

|  | Pseudovolpe di Darwin |
|  |                       |
|  | Aguarachay            |
|  |                       |

|  | Culpeo |
|  |        |
|  | Chilla |
|  |        |

|  | Pseudovolpe di Darwin |
|  |                       |
|  | Aguarachay            |
|  |                       |

|  | Culpeo |
|  |        |
|  | Chilla |
|  |        |

|  | Pseudovolpe di Darwin |
|  |                       |
|  | Aguarachay            |
|  |                       |

|  | Culpeo |
|  |        |
|  | Chilla |
|  |        |

|  | Pseudovolpe di Darwin |
|  |                       |
|  | Aguarachay            |
|  |                       |

|  | Culpeo |
|  |        |
|  | Chilla |
|  |        |

|  | Pseudovolpe di Darwin |
|  |                       |
|  | Aguarachay            |
|  |                       |

|  | Culpeo |
|  |        |
|  | Chilla |
|  |        |

|  | Pseudovolpe di Darwin |
|  |                       |
|  | Aguarachay            |
|  |                       |

|  | Culpeo |
|  |        |
|  | Chilla |
|  |        |

|  | Pseudovolpe di Darwin |
|  |                       |
|  | Aguarachay            |
|  |                       |

|  | Culpeo |
|  |        |
|  | Chilla |
|  |        |

|  | Pseudovolpe di Darwin |
|  |                       |
|  | Aguarachay            |
|  |                       |

|  | Culpeo |
|  |        |
|  | Chilla |
|  |        |

|  | Pseudovolpe di Darwin |
|  |                       |
|  | Aguarachay            |
|  |                       |

|  | Culpeo |
|  |        |
|  | Chilla |
|  |        |

|  | Pseudovolpe di Darwin |
|  |                       |
|  | Aguarachay            |
|  |                       |

|  | Culpeo |
|  |        |
|  | Chilla |
|  |        |

|  | Pseudovolpe di Darwin |
|  |                       |
|  | Aguarachay            |
|  |                       |

|  | Culpeo |
|  |        |
|  | Chilla |
|  |        |

|  | Pseudovolpe di Darwin |
|  |                       |
|  | Aguarachay            |
|  |                       |

|  | Culpeo |
|  |        |
|  | Chilla |
|  |        |

|  | Pseudovolpe di Darwin |
|  |                       |
|  | Aguarachay            |
|  |                       |

|  | Culpeo |
|  |        |
|  | Chilla |
|  |        |

|  | Pseudovolpe di Darwin |
|  |                       |
|  | Aguarachay            |
|  |                       |

|  | Culpeo |
|  |        |
|  | Chilla |
|  |        |

|  | Pseudovolpe di Darwin |
|  |                       |
|  | Aguarachay            |
|  |                       |

|  | Culpeo |
|  |        |
|  | Chilla |
|  |        |

|  | Pseudovolpe di Darwin |
|  |                       |
|  | Aguarachay            |
|  |                       |

|  | Culpeo |
|  |        |
|  | Chilla |
|  |        |

|  | Pseudovolpe di Darwin |
|  |                       |
|  | Aguarachay            |
|  |                       |

|  | Culpeo |
|  |        |
|  | Chilla |
|  |        |

|  | Pseudovolpe di Darwin |
|  |                       |
|  | Aguarachay            |
|  |                       |

|  | Culpeo |
|  |        |
|  | Chilla |
|  |        |

|  | Pseudovolpe di Darwin |
|  |                       |
|  | Aguarachay            |
|  |                       |

|  | Culpeo |
|  |        |
|  | Chilla |
|  |        |

|  | Pseudovolpe di Darwin |
|  |                       |
|  | Aguarachay            |
|  |                       |

|  | Culpeo |
|  |        |
|  | Chilla |
|  |        |

|  | Speoto                                                    |
|  |                                                           |
|  | \| \| Crisocione \| \| \| \| \| \| †Dusicione \| \| \| \| |
|  |                                                           |
|  | Crisocione                                                |
|  |                                                           |
|  | †Dusicione                                                |
|  |                                                           |

|  | Crisocione |
|  |            |
|  | †Dusicione |
|  |            |

|  | Pseudovolpe di Darwin |
|  |                       |
|  | Aguarachay            |
|  |                       |

|  | Culpeo |
|  |        |
|  | Chilla |
|  |        |

|  | Pseudovolpe di Darwin |
|  |                       |
|  | Aguarachay            |
|  |                       |

|  | Culpeo |
|  |        |
|  | Chilla |
|  |        |

|  | Pseudovolpe di Darwin |
|  |                       |
|  | Aguarachay            |
|  |                       |

|  | Culpeo |
|  |        |
|  | Chilla |
|  |        |

|  | Pseudovolpe di Darwin |
|  |                       |
|  | Aguarachay            |
|  |                       |

|  | Culpeo |
|  |        |
|  | Chilla |
|  |        |

|  | Pseudovolpe di Darwin |
|  |                       |
|  | Aguarachay            |
|  |                       |

|  | Culpeo |
|  |        |
|  | Chilla |
|  |        |

|  | Pseudovolpe di Darwin |
|  |                       |
|  | Aguarachay            |
|  |                       |

|  | Culpeo |
|  |        |
|  | Chilla |
|  |        |

|  | Pseudovolpe di Darwin |
|  |                       |
|  | Aguarachay            |
|  |                       |

|  | Culpeo |
|  |        |
|  | Chilla |
|  |        |

|  | Pseudovolpe di Darwin |
|  |                       |
|  | Aguarachay            |
|  |                       |

|  | Culpeo |
|  |        |
|  | Chilla |
|  |        |

|  | Pseudovolpe di Darwin |
|  |                       |
|  | Aguarachay            |
|  |                       |

|  | Culpeo |
|  |        |
|  | Chilla |
|  |        |

|  | Pseudovolpe di Darwin |
|  |                       |
|  | Aguarachay            |
|  |                       |

|  | Culpeo |
|  |        |
|  | Chilla |
|  |        |

|  | Pseudovolpe di Darwin |
|  |                       |
|  | Aguarachay            |
|  |                       |

|  | Culpeo |
|  |        |
|  | Chilla |
|  |        |

|  | Pseudovolpe di Darwin |
|  |                       |
|  | Aguarachay            |
|  |                       |

|  | Culpeo |
|  |        |
|  | Chilla |
|  |        |

|  | Pseudovolpe di Darwin |
|  |                       |
|  | Aguarachay            |
|  |                       |

|  | Culpeo |
|  |        |
|  | Chilla |
|  |        |

|  | Pseudovolpe di Darwin |
|  |                       |
|  | Aguarachay            |
|  |                       |

|  | Culpeo |
|  |        |
|  | Chilla |
|  |        |

|  | Pseudovolpe di Darwin |
|  |                       |
|  | Aguarachay            |
|  |                       |

|  | Culpeo |
|  |        |
|  | Chilla |
|  |        |

|  | Pseudovolpe di Darwin |
|  |                       |
|  | Aguarachay            |
|  |                       |

|  | Culpeo |
|  |        |
|  | Chilla |
|  |        |

|  | Pseudovolpe di Darwin |
|  |                       |
|  | Aguarachay            |
|  |                       |

|  | Culpeo |
|  |        |
|  | Chilla |
|  |        |

|  | Pseudovolpe di Darwin |
|  |                       |
|  | Aguarachay            |
|  |                       |

|  | Culpeo |
|  |        |
|  | Chilla |
|  |        |

|  | Pseudovolpe di Darwin |
|  |                       |
|  | Aguarachay            |
|  |                       |

|  | Culpeo |
|  |        |
|  | Chilla |
|  |        |

|  | Pseudovolpe di Darwin |
|  |                       |
|  | Aguarachay            |
|  |                       |

|  | Culpeo |
|  |        |
|  | Chilla |
|  |        |

|  | Pseudovolpe di Darwin |
|  |                       |
|  | Aguarachay            |
|  |                       |

|  | Culpeo |
|  |        |
|  | Chilla |
|  |        |

|  | Pseudovolpe di Darwin |
|  |                       |
|  | Aguarachay            |
|  |                       |

|  | Culpeo |
|  |        |
|  | Chilla |
|  |        |

|  | Pseudovolpe di Darwin |
|  |                       |
|  | Aguarachay            |
|  |                       |

|  | Culpeo |
|  |        |
|  | Chilla |
|  |        |

|  | Pseudovolpe di Darwin |
|  |                       |
|  | Aguarachay            |
|  |                       |

|  | Culpeo |
|  |        |
|  | Chilla |
|  |        |

|  | Pseudovolpe di Darwin |
|  |                       |
|  | Aguarachay            |
|  |                       |

|  | Culpeo |
|  |        |
|  | Chilla |
|  |        |

|  | Pseudovolpe di Darwin |
|  |                       |
|  | Aguarachay            |
|  |                       |

|  | Culpeo |
|  |        |
|  | Chilla |
|  |        |

|  | Pseudovolpe di Darwin |
|  |                       |
|  | Aguarachay            |
|  |                       |

|  | Culpeo |
|  |        |
|  | Chilla |
|  |        |

|  | Pseudovolpe di Darwin |
|  |                       |
|  | Aguarachay            |
|  |                       |

|  | Culpeo |
|  |        |
|  | Chilla |
|  |        |

|  | Pseudovolpe di Darwin |
|  |                       |
|  | Aguarachay            |
|  |                       |

|  | Culpeo |
|  |        |
|  | Chilla |
|  |        |

|  | Pseudovolpe di Darwin |
|  |                       |
|  | Aguarachay            |
|  |                       |

|  | Culpeo |
|  |        |
|  | Chilla |
|  |        |

|  | Pseudovolpe di Darwin |
|  |                       |
|  | Aguarachay            |
|  |                       |

|  | Culpeo |
|  |        |
|  | Chilla |
|  |        |

|  | Pseudovolpe di Darwin |
|  |                       |
|  | Aguarachay            |
|  |                       |

|  | Culpeo |
|  |        |
|  | Chilla |
|  |        |

|  | Pseudovolpe di Darwin |
|  |                       |
|  | Aguarachay            |
|  |                       |

|  | Culpeo |
|  |        |
|  | Chilla |
|  |        |

|  | Pseudovolpe di Darwin |
|  |                       |
|  | Aguarachay            |
|  |                       |

|  | Culpeo |
|  |        |
|  | Chilla |
|  |        |

|  | Pseudovolpe di Darwin |
|  |                       |
|  | Aguarachay            |
|  |                       |

|  | Culpeo |
|  |        |
|  | Chilla |
|  |        |

|  | Pseudovolpe di Darwin |
|  |                       |
|  | Aguarachay            |
|  |                       |

|  | Culpeo |
|  |        |
|  | Chilla |
|  |        |

|  | Pseudovolpe di Darwin |
|  |                       |
|  | Aguarachay            |
|  |                       |

|  | Culpeo |
|  |        |
|  | Chilla |
|  |        |

|  | Pseudovolpe di Darwin |
|  |                       |
|  | Aguarachay            |
|  |                       |

|  | Culpeo |
|  |        |
|  | Chilla |
|  |        |

|  | Pseudovolpe di Darwin |
|  |                       |
|  | Aguarachay            |
|  |                       |

|  | Culpeo |
|  |        |
|  | Chilla |
|  |        |

|  | Pseudovolpe di Darwin |
|  |                       |
|  | Aguarachay            |
|  |                       |

|  | Culpeo |
|  |        |
|  | Chilla |
|  |        |

|  | Pseudovolpe di Darwin |
|  |                       |
|  | Aguarachay            |
|  |                       |

|  | Culpeo |
|  |        |
|  | Chilla |
|  |        |

|  | Pseudovolpe di Darwin |
|  |                       |
|  | Aguarachay            |
|  |                       |

|  | Culpeo |
|  |        |
|  | Chilla |
|  |        |

|  | Pseudovolpe di Darwin |
|  |                       |
|  | Aguarachay            |
|  |                       |

|  | Culpeo |
|  |        |
|  | Chilla |
|  |        |

|  | Pseudovolpe di Darwin |
|  |                       |
|  | Aguarachay            |
|  |                       |

|  | Culpeo |
|  |        |
|  | Chilla |
|  |        |

|  | Pseudovolpe di Darwin |
|  |                       |
|  | Aguarachay            |
|  |                       |

|  | Culpeo |
|  |        |
|  | Chilla |
|  |        |

|  | Pseudovolpe di Darwin |
|  |                       |
|  | Aguarachay            |
|  |                       |

|  | Culpeo |
|  |        |
|  | Chilla |
|  |        |

|  | Pseudovolpe di Darwin |
|  |                       |
|  | Aguarachay            |
|  |                       |

|  | Culpeo |
|  |        |
|  | Chilla |
|  |        |

|  | Pseudovolpe di Darwin |
|  |                       |
|  | Aguarachay            |
|  |                       |

|  | Culpeo |
|  |        |
|  | Chilla |
|  |        |

|  | Pseudovolpe di Darwin |
|  |                       |
|  | Aguarachay            |
|  |                       |

|  | Culpeo |
|  |        |
|  | Chilla |
|  |        |

|  | Pseudovolpe di Darwin |
|  |                       |
|  | Aguarachay            |
|  |                       |

|  | Culpeo |
|  |        |
|  | Chilla |
|  |        |

|  | Pseudovolpe di Darwin |
|  |                       |
|  | Aguarachay            |
|  |                       |

|  | Culpeo |
|  |        |
|  | Chilla |
|  |        |

|  | Pseudovolpe di Darwin |
|  |                       |
|  | Aguarachay            |
|  |                       |

|  | Culpeo |
|  |        |
|  | Chilla |
|  |        |

|  | Pseudovolpe di Darwin |
|  |                       |
|  | Aguarachay            |
|  |                       |

|  | Culpeo |
|  |        |
|  | Chilla |
|  |        |

|  | Pseudovolpe di Darwin |
|  |                       |
|  | Aguarachay            |
|  |                       |

|  | Culpeo |
|  |        |
|  | Chilla |
|  |        |

|  | Pseudovolpe di Darwin |
|  |                       |
|  | Aguarachay            |
|  |                       |

|  | Culpeo |
|  |        |
|  | Chilla |
|  |        |

|  | Pseudovolpe di Darwin |
|  |                       |
|  | Aguarachay            |
|  |                       |

|  | Culpeo |
|  |        |
|  | Chilla |
|  |        |

|  | Pseudovolpe di Darwin |
|  |                       |
|  | Aguarachay            |
|  |                       |

|  | Culpeo |
|  |        |
|  | Chilla |
|  |        |

|  | Pseudovolpe di Darwin |
|  |                       |
|  | Aguarachay            |
|  |                       |

|  | Culpeo |
|  |        |
|  | Chilla |
|  |        |

|  | Pseudovolpe di Darwin |
|  |                       |
|  | Aguarachay            |
|  |                       |

|  | Culpeo |
|  |        |
|  | Chilla |
|  |        |

|  | Pseudovolpe di Darwin |
|  |                       |
|  | Aguarachay            |
|  |                       |

|  | Culpeo |
|  |        |
|  | Chilla |
|  |        |

|  | Pseudovolpe di Darwin |
|  |                       |
|  | Aguarachay            |
|  |                       |

|  | Culpeo |
|  |        |
|  | Chilla |
|  |        |

|  | Pseudovolpe di Darwin |
|  |                       |
|  | Aguarachay            |
|  |                       |

|  | Culpeo |
|  |        |
|  | Chilla |
|  |        |

|  | Pseudovolpe di Darwin |
|  |                       |
|  | Aguarachay            |
|  |                       |

|  | Culpeo |
|  |        |
|  | Chilla |
|  |        |

|  | Pseudovolpe di Darwin |
|  |                       |
|  | Aguarachay            |
|  |                       |

|  | Culpeo |
|  |        |
|  | Chilla |
|  |        |

## Descrizione
Gli esemplari adulti sono lunghi, dalla punta del muso alla base della coda, 42-68 cm, e hanno una coda di 30-36 cm. Il peso varia dai 2,5 ai 4 kg. Nell'aspetto la chilla ricorda le vere volpi, ma ha orecchie relativamente più grandi, lunghe 7,5-8 cm. Il colore del mantello varia dal grigio chiaro al marrone chiaro, con regioni inferiori più chiare.

## Distribuzione e habitat
La chilla è diffusa su entrambi i lati delle Ande, in Cile e Argentina; voci riguardanti la sua presenza nel Perù non sono mai state confermate. A nord si spinge fino a 17° sud di latitudine. Generalmente vive in distese erbose aride, come steppe e pampas, nonché nelle macchie non troppo aride (matorral), ma popola anche i boschi della Terra del Fuoco, dove la temperatura media annuale è di circa 7 °C. Si incontra solitamente ad altitudini minori del culpeo (L. culpaeus). Alcuni esemplari, tuttavia, sono stati rinvenuti anche a 4000 m di quota.
Questa specie è stata deliberatamente introdotta in altre regioni del Sudamerica. Nel 1951, ad esempio, venne introdotta nella Terra del Fuoco per fronteggiare l'avanzata dei conigli, importati sull'isola a scopo venatorio e sfuggiti al controllo dei cacciatori. L'introduzione della chilla, tuttavia, ha avuto un impatto negativo sulle popolazioni ivi presenti di oca testarossiccia, la specie più rara del genere Chloephaga (tribù dei Tadornini). Il declino della specie è stato attribuito, tra le altre cose, proprio all'introduzione della chilla.

## Biologia

### Alimentazione
Questo canino si nutre di piccoli mammiferi, uccelli, insetti e rettili che sorprende al suolo. Mangia anche frutta, carogne e, raramente, cattura qualche agnello. Quando è la stagione, fa grandi scorpacciate dei frutti degli alberi di Prosopanche americana, Cryptocarya alba e Lithraea caustica. Le abitudini alimentari, comunque, variano a seconda delle disponibilità di prede animali o di sostanze vegetali di una determinata zona. La maggior parte degli esemplari va a caccia da sola, ma occasionalmente sono stati osservati anche 4-5 capi cacciare insieme; si trattava, probabilmente, di coppie riproduttive seguite da piccoli giunti quasi al termine dello sviluppo. La ricerca del cibo ha luogo perlopiù di notte, ma se la maggior parte delle prede è attiva di giorno la chilla si adegua al loro stile di vita.

### Riproduzione
Maschi e femmine di solito costituiscono coppie monogame, ma solo raramente si incontrano al di fuori della stagione riproduttiva. Talvolta un'altra femmina aiuta la coppia nell'allevamento dei piccoli, e di rado i maschi si accoppiano con due femmine. Generalmente ogni coppia occupa un territorio di 0,2-2,9 km², che viene difeso dalle intrusioni di altri conspecifici.
In generale gli accoppiamenti hanno luogo in agosto e settembre. Dopo un periodo di gestazione di 53-58 giorni, in ottobre, nascono da quattro a sei cuccioli. Il parto non avviene mai in ripari scavati dalla volpe stessa, ma in cavità naturali o costruite dall'uomo, come i sottopassaggi delle strade. Per i primi 3-4 giorni dopo il parto la femmina rimane nella tana con i piccoli e riceve il cibo dal compagno. In seguito, però, entrambi i genitori si prendono cura dei piccoli. Dopo circa un mese i volpacchiotti iniziano a compiere brevi scorrerie al di fuori della tana e dopo cinque-sei mesi abbandonano definitivamente i genitori. Probabilmente raggiungono la maturità sessuale all'età di un anno, ma questo dato non è stato ancora confermato.
Le chilla non hanno nemici naturali; raramente alcuni esemplari cadono vittima di puma e di culpeo.
La durata di vita in natura è sconosciuta, ma esemplari ospitati allo Zoo di Santiago del Cile sono vissuti in media circa cinque anni.

## Conservazione
Poiché questo canino viene considerato dagli allevatori un predatore di piccoli animali domestici, molti esemplari vengono abbattuti o catturati con le trappole. Fino agli anni '80 la specie ha dovuto subire un'intensa caccia datale per la pelliccia. Tra il 1976 e il 1979 vennero messe in commercio, a circa 39 dollari l'una, tra le 700.000 e 1.200.000 pelli all'anno. Tuttavia, non sappiamo se queste cifre siano state esagerate o se in esse siano state erroneamente conteggiate anche pelli appartenenti ad altri cerdocionini. A partire dal 1986, la richiesta diminuì a 100.000-300.000 pelli all'anno, esportate generalmente in Germania. Verso il 1990 tale numero scese a circa 33.000 pelli. In seguito, questa cifra è aumentata leggermente a seguito di una maggiore richiesta dalla Russia. Anche negli ultimi valori indicati, tuttavia, è probabile che siano state conteggiate anche pelli di altre specie del genere Lycalopex.
La IUCN considera le popolazioni di chilla stabili e ancora molto numerose e, data anche la notevole estensione dell'areale, inserisce la specie tra quelle a rischio minimo.